# Violet Myers
Violet Myers, geboren op 24 februari 1997 in Los Angeles, Californië, is een Amerikaanse pornografische actrice.

## Naam
Violet is altijd al haar naam online geweest. Ze gebruikte de naam eerst toen ze minderjarig was om niet door haar school gevonden te worden. Myers is een verwijzing naar Michael Myers van de film Halloween, waarvan ze een groot fan is.

## Biografie
Violet werd geboren op 24 februari 1997 in Los Angeles, in een gezin van Mexicaanse, Turkse en Pakistaanse afkomst. Ze is opgevoed door een groep vrouwen. Haar familie steunt haar carrière. Aan de universiteit studeerde ze twee jaar klinische psychologie, deels vanwege haar langdurige fascinatie voor seriemoordenaars.
Tijdens haar jeugd begon ze met haar eerste webcammodellenwerk, met liveshows op Chaturbate toen ze 20 jaar oud was, samen met een jongen die ze in november 2017 op de universiteit leerde kennen. In het voorjaar van 2018 begon ze alleen shows te maken. In de zomer van datzelfde jaar begon ze aan haar carrière als pornografische actrice toen ze werd ontdekt door agent Brian Berke, oprichter van het modellenbureau 101 Modeling. Vervolgens ging ze naar Zuid-Florida om haar eerste scènes op te nemen, waarna ze in 2019 terugkeerde naar Californië.

### Pornocarrière
Als actrice heeft ze samengewerkt met verschillende producties zoals Naughty America, Vixen, Tushy, Blacked, Slayed, Deeper, Reality Kings, ManyVids, Girlfriends Films, Devil's Film, Jules Jordan Video, Brazzers, Elegant Angel, Girlsway, Evil Angel, Twistys en Mofos.
In januari 2019 filmde ze haar eerste interraciale porno samen met regisseur en artiest Branden Richards voor de website Dickdrainers.com, met de scène Busty College Student Earns Cash & Black Dick. In november 2021 filmde ze haar eerste anale seksscène voor Tushy Studio, in Dressing Up, samen met acteur Mick Blue.
In 2020 ontving ze haar eerste XBIZ Awards-nominatie voor Beste Nieuwkomer. Drie jaar later won ze voor haar werk in de "High Gear"-scene, namelijk de productie Blacked Raw V56, de AVN Award voor Beste Groepsseks scène en ook de XBIZ Award voor Beste Seksscène in een Vignettefilm. Ze ontving in 2023 ook AVN-nominaties voor Beste Lesbische Seksscène met Boss, samen met Vicki Chase, en ook nog Media Ster van het Jaar met XBIZ.
Enkele van haar bekende films zijn Anal Icons 2, Boondock Sluts 4, Drift, Hijab Hookups 2, Stimulate V2, Physical, Pick-Up Artist, Swallowed 38, Touch 2 of Turning Twistys 5.

### Andere media
Naast haar acteerprestaties heeft ze met haar Onlyfans-profiel al meer dan 450.000 'likes' verzameld, en ze heeft ook zo'n 50.000 volgers op het Twitch-platform. Op haar YouTube-kanaal heeft ze al meer dan 250.000 abonnees. Ze maakt er vlogs over haar persoonlijke leven, en ook onder anderen over videogames, anime en manga. Haar eerste video was in juli 2019, met een vlog over haar reis naar de Anime Expo in Los Angeles.